# Badreiniger

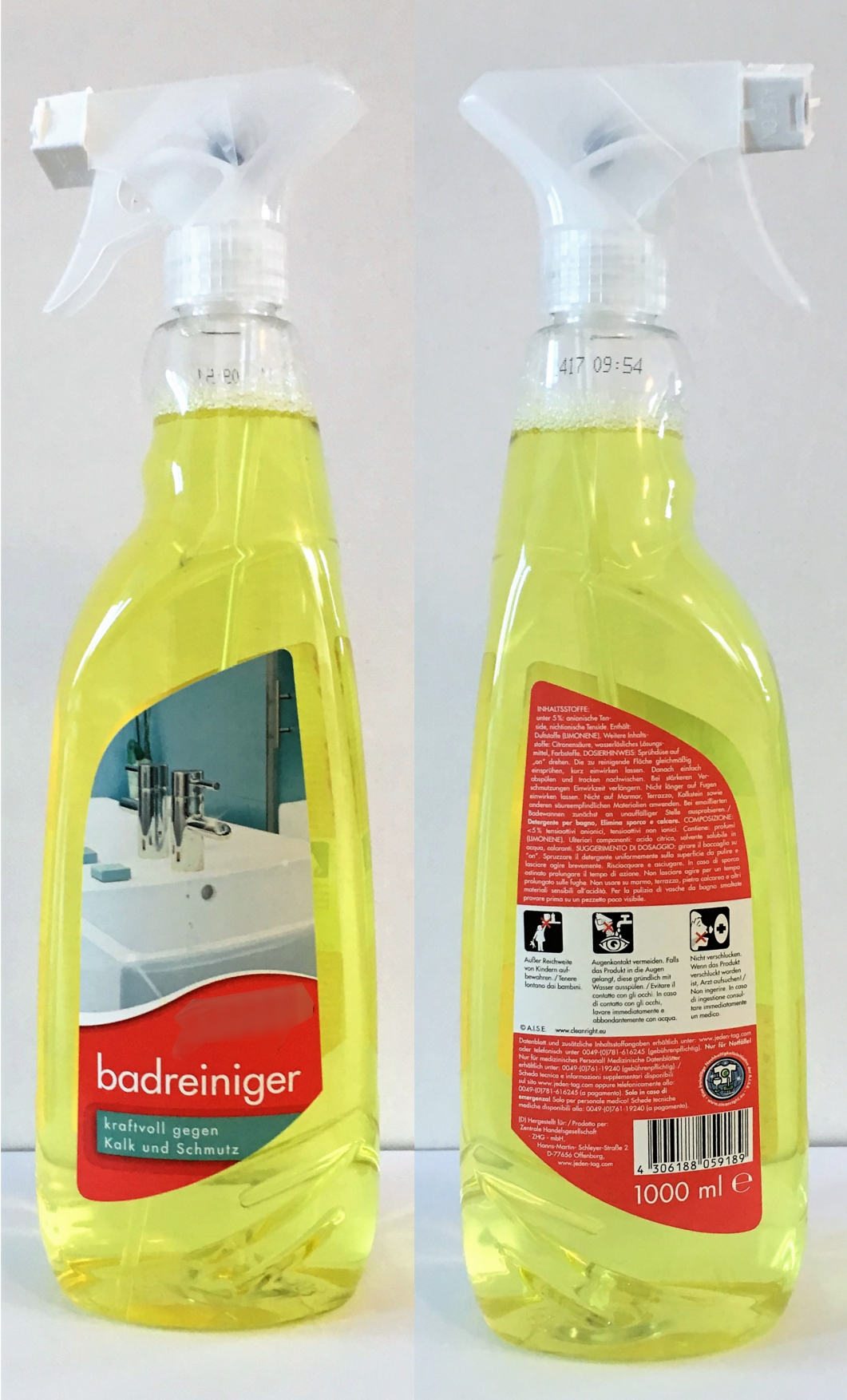
Badreiniger

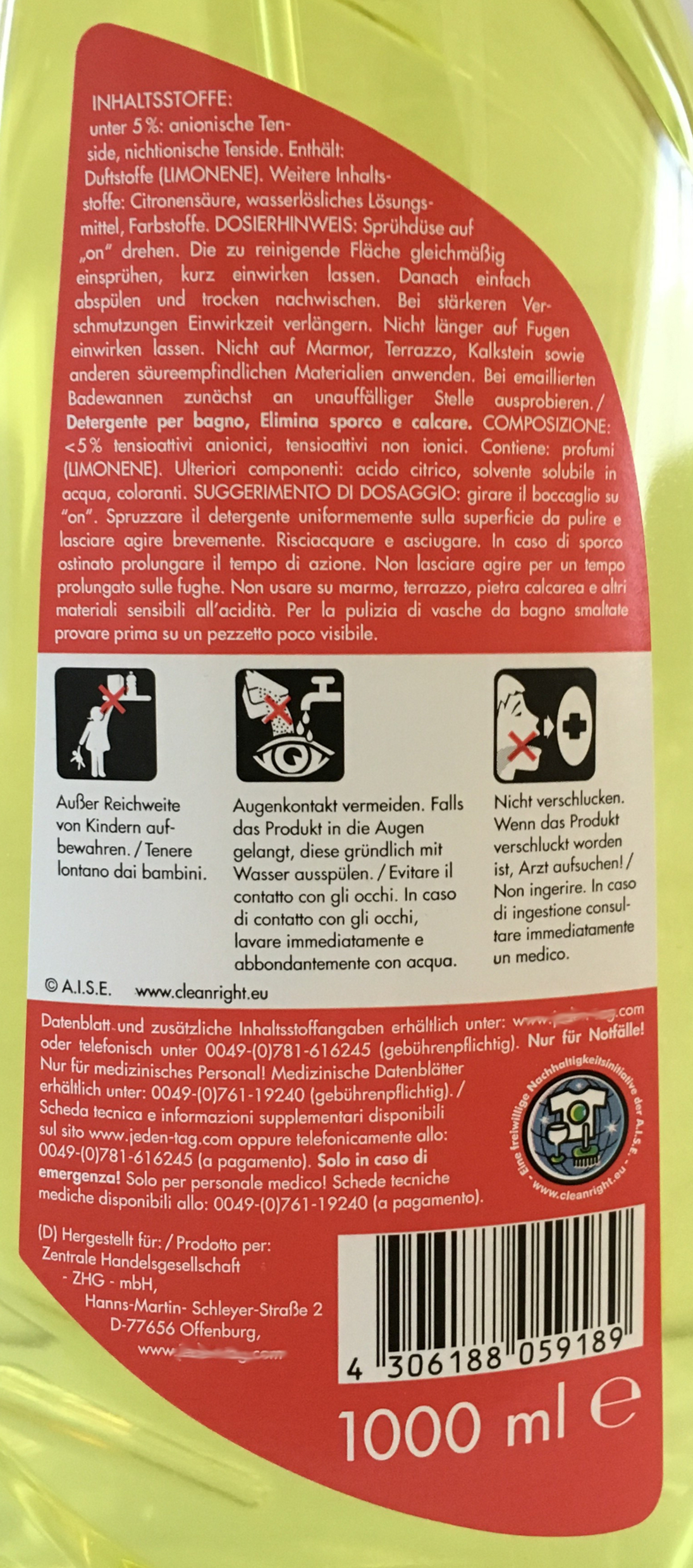
Inhaltsstoffe und Warnhinweise

Badreiniger sind Reinigungsmittel für Oberflächen in Badezimmern, wie beispielsweise Waschbecken, Duschwannen oder Wandfliesen. Da es in Badezimmern häufig zu Kalkablagerungen kommt, sind Badreinigern oft Säuren zugesetzt (überwiegend organische Säuren). Um Schäden an Fugen und Emailüberzügen zu vermeiden, sollten die pH-Werte der Badreiniger nicht unterhalb von 3,0 liegen. Die durch die Beschädigung der Email entstehenden rauen Oberflächen sind schwer zu reinigen. Die pH-Werte von sauren Badreinigern liegen bei 3,0–5,0.

## Wirkungsweise
Die in den Badreinigern enthaltenen Tenside erfüllen den Zweck der Ablösung von unpolaren Verunreinigungen, wie beispielsweise Fett oder Staub. Die Säuren dienen der Kalkentfernung. Die Säuren reagieren mit den Kalkablagerungen unter Bildung von Wasser und Kohlenstoffdioxid. Dies kann durch die Reaktion von Essigsäure mit Kalk verdeutlicht werden.
{\displaystyle \mathrm {2\ CH_{3}COOH+CaCO_{3}\longrightarrow Ca_{\ (aq)}^{2+}+2\ CH_{3}COO_{\ (aq)}^{-}+CO_{2}+H_{2}O} }

## Inhaltsstoffe
Als Säuren kommen in den meisten Fällen organische Säuren, wie z. B. Citronensäure, Essigsäure und Ameisensäure, zum Einsatz. In einigen Fällen werden auch Maleinsäure und Milchsäure verwendet. Die Milchsäure weist dabei zusätzlich zur kalklösenden Wirkung eine antibakterielle Wirkung auf. Einige Badreiniger enthalten auch Oxidationsmittel. Diese meist alkalischen Reiniger dienen der Bleiche von Flecken und können zusätzlich antimikrobielle Wirkungen haben. Als Oxidationsmittel werden Wasserstoffperoxid und Natriumhypochlorid verwendet. Bei der Verwendung von alkalischen Badreinigern, die Natriumhypochlorid enthalten, ist darauf zu achten, dass diese nicht mit Säuren oder sauren Reinigern in Kontakt geraten, da es sonst zu Bildung von gesundheitsschädlichem Chlorgas kommen kann.
Die Zusammensetzung von Badreinigern variiert von Hersteller zu Hersteller. Die typische Zusammensetzung eines Badreinigers ist in der folgenden Tabelle aufgelistet.
| Inhaltsstoff                                                                 | Funktion                             |
| ---------------------------------------------------------------------------- | ------------------------------------ |
| Tenside wie z. B. Alkylpolyglucoside (APG) oder Fettalkoholethoxylate (FAEO) | Benetzung, Schmutz- und Fettablösung |
| Organische Säuren wie z. B. Citronensäure oder Milchsäure                    | Kalkbeseitigung                      |
| Farbstoffe                                                                   | Aussehen                             |
| Parfümöle                                                                    | Geruch                               |